# Žovti Vody
Žovti Vody (in ucraino Жовті Води?) è una città dell'Ucraina nel distretto di Kam"jans'ke, nell'oblast' di Dnipropetrovs'k. Ospita l'amministrazione della comunità territoriale di Žovti Vody, una delle comunità territoriali dell'Ucraina. Nel 2022 aveva una popolazione di 42 052 abitanti. 
Fino al 18 luglio 2020 Žovti Vody era classificata come città di rilevanza regionale e costituiva un comune autonomo. Nell'ambito della riforma amministrativa dell'Ucraina, che ha ridotto a sette il numero dei distretti dell'oblast' di Dnipropetrovs'k, Žovti Vody è entrata a far parte del distretto di Kam"jans'ke.